# Orgue del Convent de Santa Magdalena
El Convent de Santa Magdalena de Palma es troba al número 2 de la plaça de Santa Magdalena de la ciutat de Mallorca. Els carrers propers a aquest convent són la Costa de la Sang i el carrer de Sant Jaume. L'orgue del cor actualment no es fa servir de forma habitual, sinó que en les celebracions religioses s'utilitza l'harmònium situat al capdavant de la capella de la Beata Santa Catalina Thomàs.

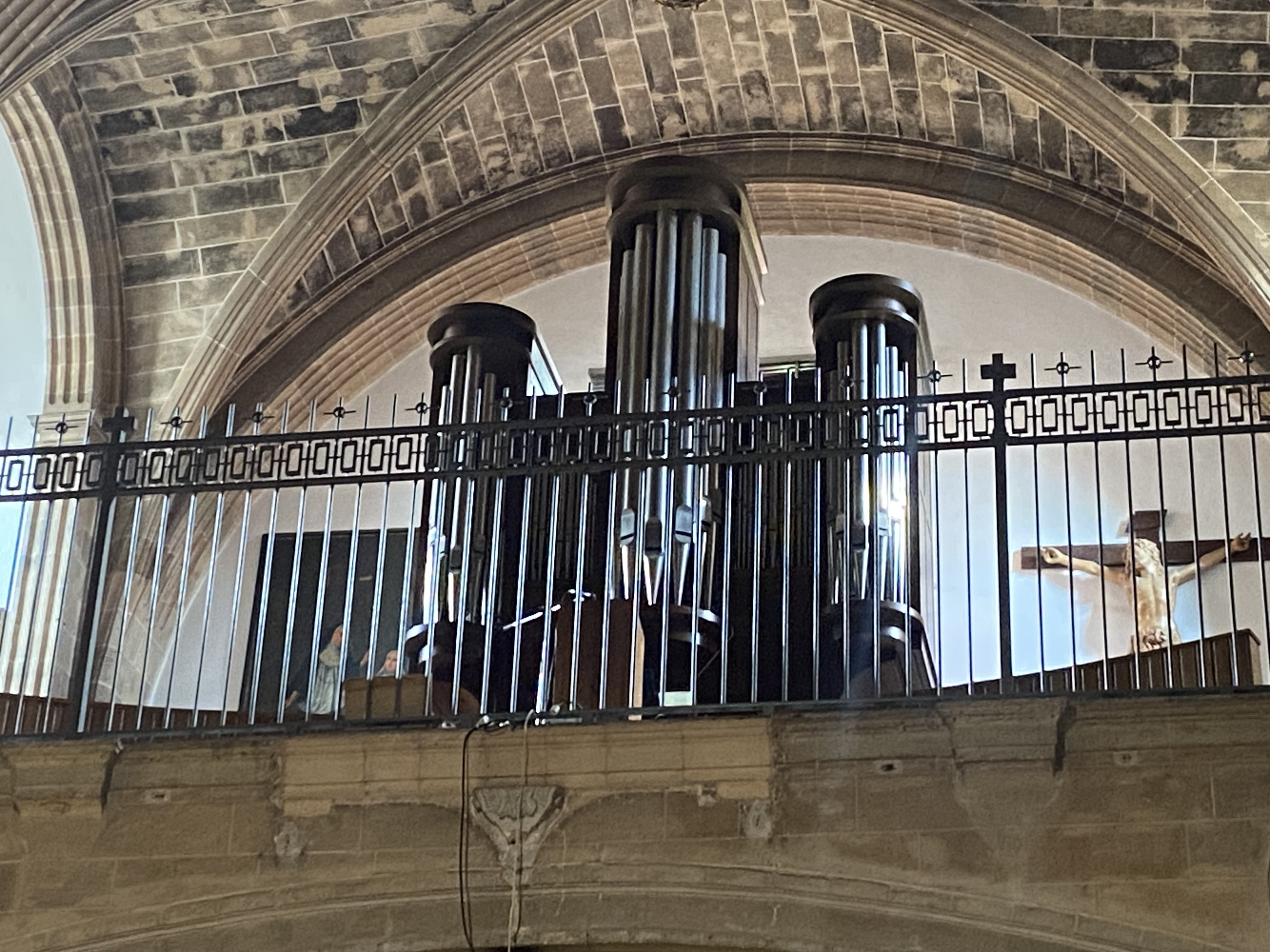

## Història del Convent[1][2]
El inicis es remunten a la primera meitat del segle XIV. L'any 1332 ja es parla d'una casa de penedites ubicada al costat de l'hospital de Santa Magdalena, fundat l'any 1231 just després de la conquesta pel compte Hug IV d'Empúries.
L'any 1349 la casa de penedites de Santa Magdalena va començar a ser el Monestir de Religioses de l'hàbit de Sant Pere. Però, a finals de segle, deixaren de seguir la regla de Sant Pere per així adoptar la de Sant Agustí.
Al segle XIV, en el context del Concili de Trento, el convent va adoptar la clausura. També fou rellevant l'arribada d'unes monges religioses de Santa Margalida amb la finalitat de fer una reforma en les costums.
La figura clau de la història de Santa Magdalena és la de la Santa Catalina Thomàs, coneguda pels mallorquins com la Beata. Valldemossina i d'origen pagès va ingressar en el convent el 1555. A dia d'avui es conserva el seu cos incorrupte en una de leș capelles del mateix convent.
Actualment, hi conviuen les Canoneses Religioses Lateranenques de Sant Agustí dedicades a la vida contemplativa.

## Història de l'orgue[3]
Es té constància d'algunes dates puntuals en la història de l'orgue de Santa Magdalena. Algunes d'elles són:
- Segons l'historiador Rafel Forteza, l'any 1628, en temps de la Beata Catalina Thomàs, ja hi havia un orgue.
- Un segle més tard, el 1792, Jaume Reynés, organista de Sant Francesc de Paula i afinador de la Seu, ensenya l'organista de Santa Magdalena.
- L'any 1868 Mateu Puig i Caldés, fill de l'organer Guillem Puig i organista de Sant Francesc, afina l'orgue de Santa Magdalena.
- L'orgue actual, de transmissió pneumàtica, fou instal·lat en 1930 amb ocasió de la canonització de Santa Catalina Thomàs pel papa Pius XI, fet que suposà la desaparició de l'orgue antic. Així i tot, davant l'orgue actual hi ha col·locats, formant una falsa façana, tubs ornamentats del segle XVIII que atribuïm a la família Bosc.

## Situació i estat actual de l'orgue[3][4]
L'instrument es situa al centre del cor a poca distancia de la paret posterior. Abans estava vora la barana i l'organer Francesc Benages el traslladà a l'emplaçament actual.
El poc ús que es fa d'ell es deu als incovenients propis de la transmissió pneumàtica. La tracció és el mitjà de comunicació entre la consola (teclats i registres) i els secrets. Transmet els moviments que l'organista fa a les tecles fins a les ventalloles del salmer. Existeixen tres sistemes de transmissió: la tracció mecànica, la tracció pneumàtica i la tracció elèctrica.
La pneumàtica es va inventar a principis del segle XIX i utilitza aire a pressió per moure les vàlvules. Al contrari dels de tracció mecànica, els orgues de grans dimensions de transmissió pneumàtica necessitien de menys esforç sobre el teclat. En canvi, l'aire que es perd en els conductes de transmissió deixa una lleu bufada a l'hora de tocar.

## Descripció de la consola[3]
L'afinació de l'orgue és de La=435. Disposa d'un sol teclat de 61 notes (C - c"") i pedaler de 30 notes (C - f').
| Manual         | Pedal          | Combinacions |
| -------------- | -------------- | ------------ |
| Violón 16'     | Contrabajo 16' | Pedal Koppel |
| Flautado 8'    | Violón 8'      | Trémolo      |
| Flautado 8'    |                | Tutti        |
| Gamba 8'       |                | Transpositor |
| Voz Celeste 8' |                |              |
| Octava 4'      |                |              |
| Quincena 2'    |                |              |
| Lleno          |                |              |
| Trompeta 8'    |                |              |